# Tanjung Penyembal
Tanjung Penyembal is een bestuurslaag in het regentschap Dumai van de provincie Riau, Indonesië. Tanjung Penyembal telt 6029 inwoners (volkstelling 2010).